# Libertad Fútbol Club (El Salvador)
El Libertad FC fue un equipo de fútbol de El Salvador que alguna vez jugó en la Primera División de El Salvador, la máxima categoría de fútbol en el país.

## Historia
Fue fundado en el año 1930 en la ciudad de La Libertad y desde el inicio fueron un equipo protagonista en el fútbol salvadoreño durante la época aficionada.
Lograron su primer y único título de la Primera División de El Salvador en el año 1946 luego de vencer en la triangular final al CD FAS y al Once Municipal luego de ganar el título de la zona central de El Salvador. Luego de eso, obtuvieron un subcampeonato en el año 1949 y desapareció en el año 1950 por problemas financieros y por la caída del nivel aficionado en El Salvador por no haberse jugado el campeonato ese año.

## Palmarés
- Primera División de El Salvador: 1

1946

## Entrenadores

### Entrenadores destacados
- Manolo Amador (1942)